# Костянтинівка (Білгород-Дністровський район)
Костянти́нівка — село Кулевчанської сільської громади у Білгород-Дністровському районі Одеської області України. Населення становить 220 осіб.

## Населення
Згідно з переписом УРСР 1989 року чисельність наявного населення села становила 269 осіб, з яких 120 чоловіків та 149 жінок.
За переписом населення України 2001 року в селі мешкало 220 осіб.

### Мова
Розподіл населення за рідною мовою за даними перепису 2001 року:
| Мова       | Відсоток |
| ---------- | -------- |
| українська | 85,45 %  |
| російська  | 8,18 %   |
| болгарська | 6,36 %   |

## Постаті
- Старіш Ілля Ігорович (1997—2022) — молодший сержант Збройних сил України, учасник російсько-української війни.